# Le Thou
Thou – miejscowość i gmina we Francji, w regionie Nowa Akwitania, w departamencie Charente-Maritime.
Według danych na rok 1990 gminę zamieszkiwały 1024 osoby, a gęstość zaludnienia wynosiła 54 osób/km² (wśród 1467 gmin regionu Poitou-Charentes Thou plasuje się na 300. miejscu pod względem liczby ludności, natomiast pod względem powierzchni na miejscu 436.).